# Un uomo tranquillo (film 2019)
Un uomo tranquillo (Cold Pursuit) è un film del 2019 diretto da Hans Petter Moland.
La pellicola, con protagonista Liam Neeson, è il remake del film del 2014 In ordine di sparizione (Kraftidioten), diretto dallo stesso Hans Petter Moland.

## Trama
Nelson Coxman, detto "Nels", è l'autista del mezzo spazzaneve della cittadina sciistica di Kehoe nelle Montagne Rocciose. La sua attività, unita al suo carattere affabile e tranquillo, gli fa vincere il premio di cittadino dell'anno. Ma durante la cerimonia di premiazione, suo figlio Kyle e il suo collega "Dante" vengono rapiti da "Speedo", uno spacciatore locale. Dante riesce a fuggire mentre Kyle rimane prigioniero del rapitore, che lo uccide con una dose letale di eroina.
Distrutto dalla morte del figlio e dal dolore dovuto alla convinzione di non averlo veramente conosciuto, Nels è in procinto di suicidarsi quando Dante gli rivela la verità: è stato lui ad aver rubato un chilogrammo di cocaina e Speedo aveva deciso di uccidere entrambi, non sapendo chi dei due fosse il colpevole. Furioso, Nels trova e uccide Speedo e, tramite le informazioni da lui ricavate, altri due uomini della rete di spaccio. La sparizione di tre dei suoi uomini convince il boss Trevor Calcote, detto “Vichingo”, che siano stati uccisi e crede che i colpevoli siano i suoi soci nella zona, una rete di spacciatori composta da nativi americani capeggiati da "Toro Bianco".
Il Vichingo ordina dunque la cattura di uno dei fattorini di Toro Bianco, il quale, dopo una lunga tortura, viene ucciso dallo stesso Vichingo. Il fattorino era però l'unico figlio di Toro Bianco e ciò causa una guerra fra i due clan. Nel frattempo, Nels si reca da suo fratello Brock, un sicario in pensione che lavorava per il padre del Vichingo sotto lo pseudonimo di "Appoggio", per chiedergli consigli su come continuare la propria vendetta. Brock gli consiglia di rivolgersi a un sicario detto "L'Eschimese" per compiere il lavoro. L'uomo però tradisce Nels recandosi dal Vichingo e rivelandogli di essere stato assoldato da Coxman. Il Vichingo uccide sia l'Eschimese, per la sua slealtà, che Brock, ritenendolo erroneamente il responsabile degli omicidi.
Il Vichingo tenta poi di fermare la guerra fra gang da lui scatenata assassinando Dexter, un suo dipendente i cui comportamenti lo irritavano, cercando di far credere che egli fosse il responsabile del crimine e che avesse agito da solo. Toro Bianco ringrazia per il "dono" della testa decapitata di Dexter, ma uccide "il messaggero", poiché non è contento, in quanto, per pareggiare i conti, vuole uccidere il figlio del Vichingo.
Nel frattempo, Nels rapisce Ryan, figlio minorenne del Vichingo, per usarlo come esca, fingendosi un dipendente del padre giunto a prenderlo a scuola. Il Vichingo attribuisce erroneamente il sequestro a Toro Bianco, ma un bidello che ha riconosciuto Nels ne informa il boss, il quale, dopo aver ucciso il bidello, si reca immediatamente a casa di Nels, trovandola però vuota.
Un caso fortuito vuole che Nels venga a sapere della presenza dei suoi nemici, per cui si rifugia con il bambino nella propria azienda dove si prepara alla battaglia, venendo invece catturato dal Vichingo, che si appresta a torturarlo. Prima che possa agire, però, sul luogo arrivano Toro Bianco e i suoi uomini, che sono stati indirizzati sul posto da Mustang, dipendente del Vichingo che vuole vendicare la morte di Dexter che era il suo amante segreto.
Si scatena così un feroce scontro a fuoco a cui sopravvivono solo Nelson Coxman, Toro Bianco (i quali lasciano il luogo a bordo dello spazzaneve di Nels) e il piccolo Ryan, rimasto nascosto nell'azienda fino all'arrivo della polizia sul luogo.
Il film termina con Nels e Toro Bianco che si occupano di spalare la neve dalla strada intasata, finché Valanga, uno degli uomini di Toro Bianco, amante del parapendio e per questo riuscito a sfuggire allo scontro a fuoco, atterra con il paracadute dritto sotto il mezzo spazzaneve di Nels, venendo triturato.

## Produzione
Le riprese del film, iniziate nel marzo 2017, si sono svolte nella provincia canadese dell'Alberta e a Fernie.

## Promozione
Il trailer del film viene diffuso il 25 ottobre 2018, mentre la versione italiana il 21 gennaio 2019.

## Distribuzione
La pellicola è stata distribuita nelle sale cinematografiche statunitensi a partire dall'8 febbraio 2019, mentre in quelle italiane dal 21 febbraio.

## Accoglienza

### Incassi
Il film ha incassato 32 milioni di dollari nel Nord America e 27 milioni nel resto del mondo, per un totale di 59,1 milioni di dollari.

## Riconoscimenti
- 2019 - Saturn Award[5]
  - Candidatura per il miglior film d'azione/di avventura